# Qobuz
Qobuz – francuski serwis oferujący dostęp do muzyki poprzez media strumieniowe.
Platforma została założona w 2007 roku. W 2019 roku serwis został wprowadzony na rynek amerykański.
W kwietniu 2021 roku usługi Qobuz były dostępne w 12 krajach.
Z usług serwisu można korzystać na różnych urządzeniach – komputerach (z systemami Microsoft Windows i macOS) oraz urządzeniach mobilnych. Qobuz oferuje aplikacje mobilne przeznaczone dla systemów iOS i Android oraz odtwarzacz w formie serwisu internetowego.